# Edificio Bancomer (Pachuca)
El Edificio Bancomer es una construcción de estilo neoclásico edificada en 1905; se ubica en la Plaza Independencia en Pachuca de Soto, México. Fue diseñada por el ingeniero y arquitecto de origen alemán Ernesto Fuchs.

## Historia

Edificio Bancomer en 2012, durante su restauración.

La concesión del banco estaba a cargo de Maquivar y Compañía, Carlos Francisco de Landero, Manuel Araoz y J. Octavio Fernández y fue otorgada el 28 de febrero de 1902. El Banco de Hidalgo S.A., empieza sus operaciones el 1 de noviembre de 1902; los accionistas del Banco de Hidalgo, adquieren la esquina de la calle de Bravo y encargan al arquitecto Ernesto Fuchs, la construcción en ese lugar de sus oficinas centrales.
El 31 de octubre de 1902, poco después de las 11:00 a. m. llegó el primer automóvil a la ciudad de Pachuca, los dos tripulantes del vehículo, Pedro y Manuel Z. Méndez, llegaban procedentes de la Ciudad de México a visitar a Ernesto Fush. La custodia del automóvil estacionado en la plaza fue encargada al policía de mayor antigüedad, Teófilo Butanda, quien lo cuidaba de los curiosos que intentaban subirse, abrir las puertas o el cofre. A la 1:00 p. m. regresaron a la Ciudad de México.
El edificio es inaugurado en 1905. El edificio primero fue ocupado por el Banco Mercantil, después por el Banco de Hidalgo. Para 1929 al desaparecer el Banco de Hidalgo, en el edificio se estableció el Hotel Niagara; mismo que funciono hasta 1943. En 1943 el edificio fue adquirido y pasó a albergar una sucursal de BBVA Bancomer.
En 2012 el edificio, fue restaurado en una primera etapa se realizaron dos levantamientos de información, por un lado se realizó el inventario de la situación en la que se encontraba el edificio, desde lo topográfico, fotográfico y arquitectónico, para así determinar el daño de cada pieza. Posterior a ese trabajo, se pasó a la restauración.

## Arquitectura

Fachada.

La fachada tiene un estilo neoclásico impregnado de eclecticismo del porfiriato. La portada esta trabajada en cantera de Tezoantla, destacándose su monumental entrada, sostenida por columnas y pilastras corintias, ambas de fuste estriado, sosteniendo un entablamento con un friso ornamentado, denticulado, y un frontón triangular con fecha de 1907. Dicho elemento también denticulado, cuenta con un tímpano profusamente ornamentado. Remata la composición una venera. El pretil es horizontal, calado con una serie de celosías en forma de estrella.
Unos balcones se abren en dos niveles en los paños laterales, el inferior a manera de ajimez con una columna central con modillón superior. Los balcones de la parte alta tienen un mascarón en forma de león sosteniendo una guirnalda, y también se coronan mediante un frontón triangular. La entrada principal al edificio es de dintel horizontal con ciertos resaltes en forma de cuadrados.
Tiene una clave al centro sosteniendo una guirnalda con una serie de pinjantes con veneras. Se abre un semicirculo en la parte superior a manera de ventana. El interior ha sido completamente reformado, perdiéndose la distribución original.